# Vuongelijärvi
Vuongelijärvi eller Vuonjalaljaavrads är en sjö i kommunen Enare i landskapet Lappland i Finland. Sjön ligger 161,5 meter över havet. Arean är 39 hektar och strandlinjen är 3,65 kilometer lång. Sjön  ingår i Pasvik älvs huvudavrinningsområde.   Den ligger omkring 280 kilometer norr om Rovaniemi och omkring 990 kilometer norr om Helsingfors. 